# Le Samyn 2024
La 56e édition du Samyn, une course cycliste masculine sur route, a lieu en Belgique le 27 février 2024. L'épreuve est disputée sur 202 kilomètres entre Quaregnon et Dour. Elle fait partie du calendrier UCI Europe Tour 2024 en catégorie 1.1 ainsi que de la coupe de Belgique de 2024 dont elle est la première des neuf épreuves.

## Équipes participantes
Vingt-cinq équipes participent au Samyn 2024 : cinq UCI WorldTeams, huit UCI ProTeams et douze équipes continentales.
| WorldTeams (5)- Alpecin-Deceuninck - Arkéa-B&B Hotels - Intermarché-Wanty - Team dsm-firmenich PostNL - UAE Team Emirates ProTeams (8)- Bingoal WB - Equipo Kern Pharma - Lotto Dstny - Q36.5 Pro Cycling Team - TDT-Unibet - Team Flanders-Baloise - TotalEnergies - Uno-X Mobility Équipes continentales (11)- Diftar Continental Cycling Team - Equipe continentale Groupama-FDJ - Israel Premier Tech Academy - Metec-Solarwatt p/b Mantel - Novapor Speedbike - Philippe Wagner-Bazin - Saint Michel-Mavic-Auber 93 - Tarteletto-Isorex - Team Storck-Metropol Cycling - Van Rysel-Roubaix - VolkerWessels Cycling Team |
| |

## Classements

### Classement final
| \| Classement général \| Classement général \| Classement général \| Classement général \| Classement général \| \| Coureur \| Coureur \| Pays \| Équipe \| Temps \| \| ------------------ \| ------------------ \| ------------------ \| -------------------------------- \| ------------------ \| \| 1er \| Laurenz Rex \| Belgique \| Intermarché-Wanty \| 4 h 38 min 40 s \| \| 2e \| António Morgado \| Portugal \| UAE Team Emirates \| + 0 s \| \| 3e \| Jenthe Biermans \| Belgique \| Arkéa-B&B Hotels \| + 0 s \| \| 4e \| Rasmus Tiller \| Norvège \| Uno-X Mobility \| + 0 s \| \| 5e \| Timo Kielich \| Belgique \| Alpecin-Deceuninck \| + 0 s \| \| 6e \| Jens Reynders \| Belgique \| Bingoal WB \| + 0 s \| \| 7e \| Alexandre Delettre \| France \| Saint Michel-Mavic-Auber 93 \| + 0 s \| \| 8e \| Laurence Pithie \| Nouvelle-Zélande \| Equipe continentale Groupama-FDJ \| + 0 s \| \| 9e \| Amaury Capiot \| Belgique \| Arkéa-B&B Hotels \| + 0 s \| \| 10e \| Vito Braet \| Belgique \| Intermarché-Wanty \| + 0 s \| |                    |                  |                                  |                 |
| |                    |                  |                                  |                 |
| Source : ProCyclingStats |                    |                  |                                  |                 |
| Classement général |                    |                  |                                  |                 |
| Coureur | Coureur            | Pays             | Équipe                           | Temps           |
| 1er | Laurenz Rex        | Belgique         | Intermarché-Wanty                | 4 h 38 min 40 s |
| 2e | António Morgado    | Portugal         | UAE Team Emirates                | + 0 s           |
| 3e | Jenthe Biermans    | Belgique         | Arkéa-B&B Hotels                 | + 0 s           |
| 4e | Rasmus Tiller      | Norvège          | Uno-X Mobility                   | + 0 s           |
| 5e | Timo Kielich       | Belgique         | Alpecin-Deceuninck               | + 0 s           |
| 6e | Jens Reynders      | Belgique         | Bingoal WB                       | + 0 s           |
| 7e | Alexandre Delettre | France           | Saint Michel-Mavic-Auber 93      | + 0 s           |
| 8e | Laurence Pithie    | Nouvelle-Zélande | Equipe continentale Groupama-FDJ | + 0 s           |
| 9e | Amaury Capiot      | Belgique         | Arkéa-B&B Hotels                 | + 0 s           |
| 10e | Vito Braet         | Belgique         | Intermarché-Wanty                | + 0 s           |

### Liste des participants
| Lotto Dstny LTD | Lotto Dstny LTD        | Lotto Dstny LTD |
| --------------- | ---------------------- | --------------- |
| Num             | Coureur                | Pos             |
| 1               | Milan Menten (BEL)     | 13e             |
| 2               | Arnaud De Lie (BEL)    | AB              |
| 3               | Pascal Eenkhoorn (NED) | 48e             |
| 4               | Alec Segaert (BEL)     | 55e             |
| 5               | Lionel Taminiaux (BEL) | 60e             |
| 6               | Jarrad Drizners (AUS)  | AB              |
| 7               | Joshua Giddings (GBR)  | AB              |

| UAE Team Emirates UAD | UAE Team Emirates UAD     | UAE Team Emirates UAD |
| --------------------- | ------------------------- | --------------------- |
| Num                   | Coureur                   | Pos                   |
| 11                    | Jonathan Guatibonza (COL) | 107e                  |
| 12                    | Luca Giaimi (ITA)         | AB                    |
| 13                    | Álvaro Hodeg (COL)        | 36e                   |
| 14                    | António Morgado (POR)     | 2e                    |
| 16                    | Gibbe Staes (BEL)         | 61e                   |
| 17                    | Michael Vink (NZL)        | 89e                   |

| Team dsm-firmenich PostNL DFP | Team dsm-firmenich PostNL DFP | Team dsm-firmenich PostNL DFP |
| ----------------------------- | ----------------------------- | ----------------------------- |
| Num                           | Coureur                       | Pos                           |
| 21                            | Pavel Bittner (CZE)           | 72e                           |
| 22                            | Frank van den Broek (NED)     | 53e                           |
| 23                            | John Degenkolb (GER)          | 46e                           |
| 24                            | Tim Naberman (NED)            | AB                            |
| 25                            | Casper van Uden (NED)         | 20e                           |
| 26                            | Bram Welten (NED)             | 75e                           |
| 27                            | Nils Eekhoff (NED)            | 30e                           |

| Alpecin-Deceuninck ADC | Alpecin-Deceuninck ADC  | Alpecin-Deceuninck ADC |
| ---------------------- | ----------------------- | ---------------------- |
| Num                    | Coureur                 | Pos                    |
| 31                     | Siebe Roesems (BEL)     | 90e                    |
| 32                     | Timo Kielich (BEL)      | 5e                     |
| 33                     | Senne Leysen (BEL)      | AB                     |
| 34                     | Edward Planckaert (BEL) | 38e                    |
| 35                     | Jensen Plowright (AUS)  | 45e                    |
| 36                     | Jonas Rickaert (BEL)    | 57e                    |
| 37                     | Stan Van Tricht (BEL)   | 29e                    |

| Arkéa-B&B Hotels ARK | Arkéa-B&B Hotels ARK  | Arkéa-B&B Hotels ARK |
| -------------------- | --------------------- | -------------------- |
| Num                  | Coureur               | Pos                  |
| 41                   | Mathis Le Berre (FRA) | 63e                  |
| 42                   | Jenthe Biermans (BEL) | 3e                   |
| 43                   | Amaury Capiot (BEL)   | 9e                   |
| 44                   | David Dekker (NED)    | 67e                  |
| 45                   | Donavan Grondin (FRA) | 66e                  |
| 46                   | Luca Mozzato (ITA)    | 32e                  |
| 47                   | Florian Dauphin (FRA) | 84e                  |

| Intermarché-Wanty IWA | Intermarché-Wanty IWA           | Intermarché-Wanty IWA |
| --------------------- | ------------------------------- | --------------------- |
| Num                   | Coureur                         | Pos                   |
| 51                    | Huub Artz (NED)                 | 44e                   |
| 52                    | Vito Braet (BEL)                | 10e                   |
| 53                    | Dries De Pooter (BEL)           | 79e                   |
| 54                    | Madis Mihkels (EST)             | 87e                   |
| 55                    | Laurenz Rex (BEL)               | 1er                   |
| 56                    | Tim Rex (BEL)                   | 78e                   |
| 57                    | Roel van Sintmaartensdijk (NED) | 43e                   |

| Uno-X Mobility UXM | Uno-X Mobility UXM          | Uno-X Mobility UXM |
| ------------------ | --------------------------- | ------------------ |
| Num                | Coureur                     | Pos                |
| 61                 | Louis Bendixen (DEN)        | AB                 |
| 62                 | Rasmus Tiller (NOR)         | 4e                 |
| 63                 | Tord Gudmestad (NOR)        | AB                 |
| 64                 | William Blume Levy (DEN)    | 35e                |
| 65                 | Søren Wærenskjold (NOR)     | 31e                |
| 66                 | Rasmus Bøgh Wallin (DEN)    | 74e                |
| 67                 | Erik Nordsæter Resell (NOR) | 73e                |

| Equipo Kern Pharma EKP | Equipo Kern Pharma EKP            | Equipo Kern Pharma EKP |
| ---------------------- | --------------------------------- | ---------------------- |
| Num                    | Coureur                           | Pos                    |
| 71                     | Miguel Ángel Fernández Ruiz (ESP) | AB                     |
| 72                     | Pau Miquel (ESP)                  | 37e                    |
| 73                     | Francisco Galván (ESP)            | 51e                    |
| 74                     | Álex Jaime (ESP)                  | 83e                    |
| 76                     | Danny van der Tuuk (POL)          | 92e                    |
| 77                     | Iñigo Elosegui (ESP)              | 98e                    |

| Team Flanders-Baloise TFB | Team Flanders-Baloise TFB | Team Flanders-Baloise TFB |
| ------------------------- | ------------------------- | ------------------------- |
| Num                       | Coureur                   | Pos                       |
| 81                        | Kamiel Bonneu (BEL)       | AB                        |
| 82                        | Alex Colman (BEL)         | 58e                       |
| 83                        | Victor Vercouillie (BEL)  | 96e                       |
| 84                        | Dylan Vandenstorme (BEL)  | 108e                      |
| 85                        | Jules Hesters (BEL)       | AB                        |
| 86                        | Yentl Vandevelde (BEL)    | 95e                       |
| 87                        | Ward Vanhoof (BEL)        | 103e                      |

| Bingoal WB BWB | Bingoal WB BWB          | Bingoal WB BWB |
| -------------- | ----------------------- | -------------- |
| Num            | Coureur                 | Pos            |
| 91             | Luca De Meester (BEL)   | 39e            |
| 92             | Cériel Desal (BEL)      | 59e            |
| 93             | Kenneth Van Rooy (BEL)  | 34e            |
| 94             | Nathan Vandepitte (FRA) | 21e            |
| 95             | Jelle Vermoote (BEL)    | 27e            |
| 96             | Jens Reynders (BEL)     | 6e             |
| 97             | Milan Lanhove (BEL)     | 110e           |

| Q36.5 Pro Cycling Team Q36 | Q36.5 Pro Cycling Team Q36 | Q36.5 Pro Cycling Team Q36 |
| -------------------------- | -------------------------- | -------------------------- |
| Num                        | Coureur                    | Pos                        |
| 101                        | Fabio Christen (SUI)       | 15e                        |
| 102                        | Tom Devriendt (BEL)        | AB                         |
| 103                        | Kamil Małecki (POL)        | 25e                        |
| 104                        | Cyrus Monk (AUS)           | 54e                        |
| 105                        | Matteo Moschetti (ITA)     | 104e                       |
| 106                        | Szymon Sajnok (POL)        | 56e                        |
| 107                        | Rory Townsend (IRL)        | 22e                        |

| TDT-Unibet TDT | TDT-Unibet TDT              | TDT-Unibet TDT |
| -------------- | --------------------------- | -------------- |
| Num            | Coureur                     | Pos            |
| 111            | Axel Huens (FRA)            | 26e            |
| 112            | Davide Bomboi (BEL)         | 11e            |
| 113            | Jelle Johannink (NED)       | 94e            |
| 114            | Martijn Budding (NED)       | 93e            |
| 115            | Nicklas Amdi Pedersen (DEN) | 69e            |
| 116            | Sebastian Nielsen (DEN)     | 77e            |
| 117            | Zeb Kyffin (GBR)            | AB             |

| TotalEnergies TEN | TotalEnergies TEN       | TotalEnergies TEN |
| ----------------- | ----------------------- | ----------------- |
| Num               | Coureur                 | Pos               |
| 121               | Thomas Bonnet (FRA)     | AB                |
| 122               | Thomas Gachignard (FRA) | 33e               |
| 123               | Émilien Jeannière (FRA) | 40e               |
| 124               | Lucas Boniface (FRA)    | 111e              |
| 125               | Jason Tesson (FRA)      | AB                |
| 126               | Anthony Turgis (FRA)    | 17e               |
| 127               | Dries Van Gestel (BEL)  | 18e               |

| Israel Premier Tech Academy ICA | Israel Premier Tech Academy ICA | Israel Premier Tech Academy ICA |
| ------------------------------- | ------------------------------- | ------------------------------- |
| Num                             | Coureur                         | Pos                             |
| 131                             | Hugo Hofstetter (FRA)           | 12e                             |
| 132                             | Tom Van Asbroeck (BEL)          | 14e                             |
| 133                             | Pier-André Côté (CAN) (route)   | 24e                             |
| 134                             | Rotem Tene (ISR)                | AB                              |
| 135                             | Viggo Moore (USA)               | 114e                            |
| 136                             | Pau Martí (ESP)                 | 68e                             |
| 137                             | Kiaan Watts (NZL)               | AB                              |

| Equipe continentale Groupama-FDJ CGF | Equipe continentale Groupama-FDJ CGF | Equipe continentale Groupama-FDJ CGF |
| ------------------------------------ | ------------------------------------ | ------------------------------------ |
| Num                                  | Coureur                              | Pos                                  |
| 141                                  | Laurence Pithie (NZL)                | 8e                                   |
| 142                                  | Matthew Walls (GBR)                  | AB                                   |
| 143                                  | Lewis Bower (NZL)                    | AB                                   |
| 144                                  | Titouan Fontaine (FRA)               | AB                                   |
| 146                                  | Noah Hobbs (GBR)                     | 52e                                  |
| 147                                  | Jens Verbrugghe (BEL)                | AB                                   |

| Philippe Wagner-Bazin PWB | Philippe Wagner-Bazin PWB   | Philippe Wagner-Bazin PWB |
| ------------------------- | --------------------------- | ------------------------- |
| Num                       | Coureur                     | Pos                       |
| 151                       | Pierre Barbier (FRA)        | 28e                       |
| 152                       | Rudy Barbier (FRA)          | 82e                       |
| 153                       | Quentin Bezza (FRA)         | 91e                       |
| 154                       | Enrico Dhaeye (BEL)         | 97e                       |
| 155                       | Stefano Museeuw (BEL)       | AB                        |
| 156                       | Kasper Saver (BEL)          | 42e                       |
| 157                       | Mathias Vanoverberghe (BEL) | AB                        |

| Tarteletto-Isorex TIS | Tarteletto-Isorex TIS   | Tarteletto-Isorex TIS |
| --------------------- | ----------------------- | --------------------- |
| Num                   | Coureur                 | Pos                   |
| 171                   | Timothy Dupont (BEL)    | 47e                   |
| 172                   | Maxime De Poorter (BEL) | AB                    |
| 173                   | Robbe Claeys (BEL)      | 65e                   |
| 174                   | Mauro Verwilt (BEL)     | 86e                   |
| 175                   | Bo Godart (BEL)         | AB                    |
| 176                   | Arne Santy (BEL)        | AB                    |
| 177                   | Thomas Joseph (BEL)     | 88e                   |

| VolkerWessels Cycling Team VWT | VolkerWessels Cycling Team VWT | VolkerWessels Cycling Team VWT |
| ------------------------------ | ------------------------------ | ------------------------------ |
| Num                            | Coureur                        | Pos                            |
| 181                            | Niek Hoornsman (NED)           | AB                             |
| 182                            | Coen Vermeltfoort (NED)        | 101e                           |
| 183                            | Bert-Jan Lindeman (NED)        | AB                             |
| 184                            | Thimo Willems (BEL)            | 23e                            |
| 185                            | Jasper Haest (NED)             | 80e                            |
| 186                            | Stijn Daemen (NED)             | 81e                            |
| 187                            | Finn Crockett (GBR)            | AB                             |

| Metec-Solarwatt p/b Mantel MET | Metec-Solarwatt p/b Mantel MET | Metec-Solarwatt p/b Mantel MET |
| ------------------------------ | ------------------------------ | ------------------------------ |
| Num                            | Coureur                        | Pos                            |
| 191                            | Tim Marsman (NED)              | AB                             |
| 192                            | Axel van der Tuuk (NED)        | 70e                            |
| 193                            | Boris Romers (NED)             | 109e                           |
| 194                            | Roy Hoogendoorn (NED)          | 115e                           |
| 195                            | Casper van der Woude (NED)     | AB                             |
| 196                            | Victor Broex (NED)             | 76e                            |
| 197                            | Jordan Habets (NED)            | AB                             |

| Diftar Continental Cycling Team SWY | Diftar Continental Cycling Team SWY | Diftar Continental Cycling Team SWY |
| ----------------------------------- | ----------------------------------- | ----------------------------------- |
| Num                                 | Coureur                             | Pos                                 |
| 201                                 | Rick Ottema (NED)                   | 64e                                 |
| 202                                 | Robin Löwik (NED)                   | AB                                  |
| 203                                 | Marvin Peters (NED)                 | 106e                                |
| 204                                 | Peter Schulting (NED)               | 105e                                |
| 205                                 | Guillaume Visser (NED)              | 85e                                 |
| 206                                 | Pepijn Veenings (NED)               | AB                                  |
| 207                                 | Mike Bronswijk (NED)                | AB                                  |

| Van Rysel-Roubaix VRR | Van Rysel-Roubaix VRR    | Van Rysel-Roubaix VRR |
| --------------------- | ------------------------ | --------------------- |
| Num                   | Coureur                  | Pos                   |
| 211                   | Rait Ärm (EST)           | AB                    |
| 212                   | Kévin Avoine (FRA)       | 41e                   |
| 213                   | Maxime Jarnet (FRA)      | 49e                   |
| 214                   | Kenny Molly (BEL)        | NP                    |
| 215                   | Emmanuel Morin (FRA)     | 19e                   |
| 216                   | Valentin Tabellion (FRA) | 100e                  |

| Novapor Speedbike NST | Novapor Speedbike NST         | Novapor Speedbike NST |
| --------------------- | ----------------------------- | --------------------- |
| Num                   | Coureur                       | Pos                   |
| 221                   | Jorre Debaele (BEL)           | AB                    |
| 222                   | Glen Van Nuffelen (BEL)       | AB                    |
| 223                   | Konstantinos Pavlides (CYP)   | AB                    |
| 224                   | Igor Halicki (POL)            | AB                    |
| 225                   | Lukas Kloppenborg (ALB)       | AB                    |
| 226                   | Nikifóros Arvanítou (GRE)     | AB                    |
| 227                   | Nikolaos Michail Drakos (GRE) | AB                    |

| Saint Michel-Mavic-Auber 93 AUB | Saint Michel-Mavic-Auber 93 AUB | Saint Michel-Mavic-Auber 93 AUB |
| ------------------------------- | ------------------------------- | ------------------------------- |
| Num                             | Coureur                         | Pos                             |
| 231                             | Alexandre Delettre (FRA)        | 7e                              |
| 232                             | Théo Delacroix (FRA)            | 16e                             |
| 233                             | Romain Cardis (FRA)             | 62e                             |
| 234                             | Dillon Corkery (IRL)            | 50e                             |
| 235                             | Joris Delbove (FRA)             | 71e                             |
| 236                             | Jérémy Lecroq (FRA)             | 112e                            |
| 237                             | Morne van Niekerk (RSA)         | 102e                            |

| Team Storck-Metropol Cycling TSM | Team Storck-Metropol Cycling TSM | Team Storck-Metropol Cycling TSM |
| -------------------------------- | -------------------------------- | -------------------------------- |
| Num                              | Coureur                          | Pos                              |
| 241                              | Patrick Schubert (GER)           | AB                               |
| 242                              | Toni Franz (GER)                 | AB                               |
| 243                              | Marc Clauss (GER)                | 113e                             |
| 244                              | Ole Theiler (GER)                | AB                               |
| 245                              | Linus Scheitinger (GER)          | AB                               |
| 246                              | Noé Ury (LUX)                    | 99e                              |
| 247                              | Campo Schmitz (GER)              | 116e                             |

| Lotto Dstny LTD | Lotto Dstny LTD        | Lotto Dstny LTD |
| --------------- | ---------------------- | --------------- |
| Num             | Coureur                | Pos             |
| 1               | Milan Menten (BEL)     | 13e             |
| 2               | Arnaud De Lie (BEL)    | AB              |
| 3               | Pascal Eenkhoorn (NED) | 48e             |
| 4               | Alec Segaert (BEL)     | 55e             |
| 5               | Lionel Taminiaux (BEL) | 60e             |
| 6               | Jarrad Drizners (AUS)  | AB              |
| 7               | Joshua Giddings (GBR)  | AB              |

| UAE Team Emirates UAD | UAE Team Emirates UAD     | UAE Team Emirates UAD |
| --------------------- | ------------------------- | --------------------- |
| Num                   | Coureur                   | Pos                   |
| 11                    | Jonathan Guatibonza (COL) | 107e                  |
| 12                    | Luca Giaimi (ITA)         | AB                    |
| 13                    | Álvaro Hodeg (COL)        | 36e                   |
| 14                    | António Morgado (POR)     | 2e                    |
| 16                    | Gibbe Staes (BEL)         | 61e                   |
| 17                    | Michael Vink (NZL)        | 89e                   |

| Team dsm-firmenich PostNL DFP | Team dsm-firmenich PostNL DFP | Team dsm-firmenich PostNL DFP |
| ----------------------------- | ----------------------------- | ----------------------------- |
| Num                           | Coureur                       | Pos                           |
| 21                            | Pavel Bittner (CZE)           | 72e                           |
| 22                            | Frank van den Broek (NED)     | 53e                           |
| 23                            | John Degenkolb (GER)          | 46e                           |
| 24                            | Tim Naberman (NED)            | AB                            |
| 25                            | Casper van Uden (NED)         | 20e                           |
| 26                            | Bram Welten (NED)             | 75e                           |
| 27                            | Nils Eekhoff (NED)            | 30e                           |

| Alpecin-Deceuninck ADC | Alpecin-Deceuninck ADC  | Alpecin-Deceuninck ADC |
| ---------------------- | ----------------------- | ---------------------- |
| Num                    | Coureur                 | Pos                    |
| 31                     | Siebe Roesems (BEL)     | 90e                    |
| 32                     | Timo Kielich (BEL)      | 5e                     |
| 33                     | Senne Leysen (BEL)      | AB                     |
| 34                     | Edward Planckaert (BEL) | 38e                    |
| 35                     | Jensen Plowright (AUS)  | 45e                    |
| 36                     | Jonas Rickaert (BEL)    | 57e                    |
| 37                     | Stan Van Tricht (BEL)   | 29e                    |

| Arkéa-B&B Hotels ARK | Arkéa-B&B Hotels ARK  | Arkéa-B&B Hotels ARK |
| -------------------- | --------------------- | -------------------- |
| Num                  | Coureur               | Pos                  |
| 41                   | Mathis Le Berre (FRA) | 63e                  |
| 42                   | Jenthe Biermans (BEL) | 3e                   |
| 43                   | Amaury Capiot (BEL)   | 9e                   |
| 44                   | David Dekker (NED)    | 67e                  |
| 45                   | Donavan Grondin (FRA) | 66e                  |
| 46                   | Luca Mozzato (ITA)    | 32e                  |
| 47                   | Florian Dauphin (FRA) | 84e                  |

| Intermarché-Wanty IWA | Intermarché-Wanty IWA           | Intermarché-Wanty IWA |
| --------------------- | ------------------------------- | --------------------- |
| Num                   | Coureur                         | Pos                   |
| 51                    | Huub Artz (NED)                 | 44e                   |
| 52                    | Vito Braet (BEL)                | 10e                   |
| 53                    | Dries De Pooter (BEL)           | 79e                   |
| 54                    | Madis Mihkels (EST)             | 87e                   |
| 55                    | Laurenz Rex (BEL)               | 1er                   |
| 56                    | Tim Rex (BEL)                   | 78e                   |
| 57                    | Roel van Sintmaartensdijk (NED) | 43e                   |

| Uno-X Mobility UXM | Uno-X Mobility UXM          | Uno-X Mobility UXM |
| ------------------ | --------------------------- | ------------------ |
| Num                | Coureur                     | Pos                |
| 61                 | Louis Bendixen (DEN)        | AB                 |
| 62                 | Rasmus Tiller (NOR)         | 4e                 |
| 63                 | Tord Gudmestad (NOR)        | AB                 |
| 64                 | William Blume Levy (DEN)    | 35e                |
| 65                 | Søren Wærenskjold (NOR)     | 31e                |
| 66                 | Rasmus Bøgh Wallin (DEN)    | 74e                |
| 67                 | Erik Nordsæter Resell (NOR) | 73e                |

| Equipo Kern Pharma EKP | Equipo Kern Pharma EKP            | Equipo Kern Pharma EKP |
| ---------------------- | --------------------------------- | ---------------------- |
| Num                    | Coureur                           | Pos                    |
| 71                     | Miguel Ángel Fernández Ruiz (ESP) | AB                     |
| 72                     | Pau Miquel (ESP)                  | 37e                    |
| 73                     | Francisco Galván (ESP)            | 51e                    |
| 74                     | Álex Jaime (ESP)                  | 83e                    |
| 76                     | Danny van der Tuuk (POL)          | 92e                    |
| 77                     | Iñigo Elosegui (ESP)              | 98e                    |

| Team Flanders-Baloise TFB | Team Flanders-Baloise TFB | Team Flanders-Baloise TFB |
| ------------------------- | ------------------------- | ------------------------- |
| Num                       | Coureur                   | Pos                       |
| 81                        | Kamiel Bonneu (BEL)       | AB                        |
| 82                        | Alex Colman (BEL)         | 58e                       |
| 83                        | Victor Vercouillie (BEL)  | 96e                       |
| 84                        | Dylan Vandenstorme (BEL)  | 108e                      |
| 85                        | Jules Hesters (BEL)       | AB                        |
| 86                        | Yentl Vandevelde (BEL)    | 95e                       |
| 87                        | Ward Vanhoof (BEL)        | 103e                      |

| Bingoal WB BWB | Bingoal WB BWB          | Bingoal WB BWB |
| -------------- | ----------------------- | -------------- |
| Num            | Coureur                 | Pos            |
| 91             | Luca De Meester (BEL)   | 39e            |
| 92             | Cériel Desal (BEL)      | 59e            |
| 93             | Kenneth Van Rooy (BEL)  | 34e            |
| 94             | Nathan Vandepitte (FRA) | 21e            |
| 95             | Jelle Vermoote (BEL)    | 27e            |
| 96             | Jens Reynders (BEL)     | 6e             |
| 97             | Milan Lanhove (BEL)     | 110e           |

| Q36.5 Pro Cycling Team Q36 | Q36.5 Pro Cycling Team Q36 | Q36.5 Pro Cycling Team Q36 |
| -------------------------- | -------------------------- | -------------------------- |
| Num                        | Coureur                    | Pos                        |
| 101                        | Fabio Christen (SUI)       | 15e                        |
| 102                        | Tom Devriendt (BEL)        | AB                         |
| 103                        | Kamil Małecki (POL)        | 25e                        |
| 104                        | Cyrus Monk (AUS)           | 54e                        |
| 105                        | Matteo Moschetti (ITA)     | 104e                       |
| 106                        | Szymon Sajnok (POL)        | 56e                        |
| 107                        | Rory Townsend (IRL)        | 22e                        |

| TDT-Unibet TDT | TDT-Unibet TDT              | TDT-Unibet TDT |
| -------------- | --------------------------- | -------------- |
| Num            | Coureur                     | Pos            |
| 111            | Axel Huens (FRA)            | 26e            |
| 112            | Davide Bomboi (BEL)         | 11e            |
| 113            | Jelle Johannink (NED)       | 94e            |
| 114            | Martijn Budding (NED)       | 93e            |
| 115            | Nicklas Amdi Pedersen (DEN) | 69e            |
| 116            | Sebastian Nielsen (DEN)     | 77e            |
| 117            | Zeb Kyffin (GBR)            | AB             |

| TotalEnergies TEN | TotalEnergies TEN       | TotalEnergies TEN |
| ----------------- | ----------------------- | ----------------- |
| Num               | Coureur                 | Pos               |
| 121               | Thomas Bonnet (FRA)     | AB                |
| 122               | Thomas Gachignard (FRA) | 33e               |
| 123               | Émilien Jeannière (FRA) | 40e               |
| 124               | Lucas Boniface (FRA)    | 111e              |
| 125               | Jason Tesson (FRA)      | AB                |
| 126               | Anthony Turgis (FRA)    | 17e               |
| 127               | Dries Van Gestel (BEL)  | 18e               |

| Israel Premier Tech Academy ICA | Israel Premier Tech Academy ICA | Israel Premier Tech Academy ICA |
| ------------------------------- | ------------------------------- | ------------------------------- |
| Num                             | Coureur                         | Pos                             |
| 131                             | Hugo Hofstetter (FRA)           | 12e                             |
| 132                             | Tom Van Asbroeck (BEL)          | 14e                             |
| 133                             | Pier-André Côté (CAN) (route)   | 24e                             |
| 134                             | Rotem Tene (ISR)                | AB                              |
| 135                             | Viggo Moore (USA)               | 114e                            |
| 136                             | Pau Martí (ESP)                 | 68e                             |
| 137                             | Kiaan Watts (NZL)               | AB                              |

| Equipe continentale Groupama-FDJ CGF | Equipe continentale Groupama-FDJ CGF | Equipe continentale Groupama-FDJ CGF |
| ------------------------------------ | ------------------------------------ | ------------------------------------ |
| Num                                  | Coureur                              | Pos                                  |
| 141                                  | Laurence Pithie (NZL)                | 8e                                   |
| 142                                  | Matthew Walls (GBR)                  | AB                                   |
| 143                                  | Lewis Bower (NZL)                    | AB                                   |
| 144                                  | Titouan Fontaine (FRA)               | AB                                   |
| 146                                  | Noah Hobbs (GBR)                     | 52e                                  |
| 147                                  | Jens Verbrugghe (BEL)                | AB                                   |

| Philippe Wagner-Bazin PWB | Philippe Wagner-Bazin PWB   | Philippe Wagner-Bazin PWB |
| ------------------------- | --------------------------- | ------------------------- |
| Num                       | Coureur                     | Pos                       |
| 151                       | Pierre Barbier (FRA)        | 28e                       |
| 152                       | Rudy Barbier (FRA)          | 82e                       |
| 153                       | Quentin Bezza (FRA)         | 91e                       |
| 154                       | Enrico Dhaeye (BEL)         | 97e                       |
| 155                       | Stefano Museeuw (BEL)       | AB                        |
| 156                       | Kasper Saver (BEL)          | 42e                       |
| 157                       | Mathias Vanoverberghe (BEL) | AB                        |

| Tarteletto-Isorex TIS | Tarteletto-Isorex TIS   | Tarteletto-Isorex TIS |
| --------------------- | ----------------------- | --------------------- |
| Num                   | Coureur                 | Pos                   |
| 171                   | Timothy Dupont (BEL)    | 47e                   |
| 172                   | Maxime De Poorter (BEL) | AB                    |
| 173                   | Robbe Claeys (BEL)      | 65e                   |
| 174                   | Mauro Verwilt (BEL)     | 86e                   |
| 175                   | Bo Godart (BEL)         | AB                    |
| 176                   | Arne Santy (BEL)        | AB                    |
| 177                   | Thomas Joseph (BEL)     | 88e                   |

| VolkerWessels Cycling Team VWT | VolkerWessels Cycling Team VWT | VolkerWessels Cycling Team VWT |
| ------------------------------ | ------------------------------ | ------------------------------ |
| Num                            | Coureur                        | Pos                            |
| 181                            | Niek Hoornsman (NED)           | AB                             |
| 182                            | Coen Vermeltfoort (NED)        | 101e                           |
| 183                            | Bert-Jan Lindeman (NED)        | AB                             |
| 184                            | Thimo Willems (BEL)            | 23e                            |
| 185                            | Jasper Haest (NED)             | 80e                            |
| 186                            | Stijn Daemen (NED)             | 81e                            |
| 187                            | Finn Crockett (GBR)            | AB                             |

| Metec-Solarwatt p/b Mantel MET | Metec-Solarwatt p/b Mantel MET | Metec-Solarwatt p/b Mantel MET |
| ------------------------------ | ------------------------------ | ------------------------------ |
| Num                            | Coureur                        | Pos                            |
| 191                            | Tim Marsman (NED)              | AB                             |
| 192                            | Axel van der Tuuk (NED)        | 70e                            |
| 193                            | Boris Romers (NED)             | 109e                           |
| 194                            | Roy Hoogendoorn (NED)          | 115e                           |
| 195                            | Casper van der Woude (NED)     | AB                             |
| 196                            | Victor Broex (NED)             | 76e                            |
| 197                            | Jordan Habets (NED)            | AB                             |

| Diftar Continental Cycling Team SWY | Diftar Continental Cycling Team SWY | Diftar Continental Cycling Team SWY |
| ----------------------------------- | ----------------------------------- | ----------------------------------- |
| Num                                 | Coureur                             | Pos                                 |
| 201                                 | Rick Ottema (NED)                   | 64e                                 |
| 202                                 | Robin Löwik (NED)                   | AB                                  |
| 203                                 | Marvin Peters (NED)                 | 106e                                |
| 204                                 | Peter Schulting (NED)               | 105e                                |
| 205                                 | Guillaume Visser (NED)              | 85e                                 |
| 206                                 | Pepijn Veenings (NED)               | AB                                  |
| 207                                 | Mike Bronswijk (NED)                | AB                                  |

| Van Rysel-Roubaix VRR | Van Rysel-Roubaix VRR    | Van Rysel-Roubaix VRR |
| --------------------- | ------------------------ | --------------------- |
| Num                   | Coureur                  | Pos                   |
| 211                   | Rait Ärm (EST)           | AB                    |
| 212                   | Kévin Avoine (FRA)       | 41e                   |
| 213                   | Maxime Jarnet (FRA)      | 49e                   |
| 214                   | Kenny Molly (BEL)        | NP                    |
| 215                   | Emmanuel Morin (FRA)     | 19e                   |
| 216                   | Valentin Tabellion (FRA) | 100e                  |

| Novapor Speedbike NST | Novapor Speedbike NST         | Novapor Speedbike NST |
| --------------------- | ----------------------------- | --------------------- |
| Num                   | Coureur                       | Pos                   |
| 221                   | Jorre Debaele (BEL)           | AB                    |
| 222                   | Glen Van Nuffelen (BEL)       | AB                    |
| 223                   | Konstantinos Pavlides (CYP)   | AB                    |
| 224                   | Igor Halicki (POL)            | AB                    |
| 225                   | Lukas Kloppenborg (ALB)       | AB                    |
| 226                   | Nikifóros Arvanítou (GRE)     | AB                    |
| 227                   | Nikolaos Michail Drakos (GRE) | AB                    |

| Saint Michel-Mavic-Auber 93 AUB | Saint Michel-Mavic-Auber 93 AUB | Saint Michel-Mavic-Auber 93 AUB |
| ------------------------------- | ------------------------------- | ------------------------------- |
| Num                             | Coureur                         | Pos                             |
| 231                             | Alexandre Delettre (FRA)        | 7e                              |
| 232                             | Théo Delacroix (FRA)            | 16e                             |
| 233                             | Romain Cardis (FRA)             | 62e                             |
| 234                             | Dillon Corkery (IRL)            | 50e                             |
| 235                             | Joris Delbove (FRA)             | 71e                             |
| 236                             | Jérémy Lecroq (FRA)             | 112e                            |
| 237                             | Morne van Niekerk (RSA)         | 102e                            |

| Team Storck-Metropol Cycling TSM | Team Storck-Metropol Cycling TSM | Team Storck-Metropol Cycling TSM |
| -------------------------------- | -------------------------------- | -------------------------------- |
| Num                              | Coureur                          | Pos                              |
| 241                              | Patrick Schubert (GER)           | AB                               |
| 242                              | Toni Franz (GER)                 | AB                               |
| 243                              | Marc Clauss (GER)                | 113e                             |
| 244                              | Ole Theiler (GER)                | AB                               |
| 245                              | Linus Scheitinger (GER)          | AB                               |
| 246                              | Noé Ury (LUX)                    | 99e                              |
| 247                              | Campo Schmitz (GER)              | 116e                             |

### Classements UCI
La course attribue des points au classement mondial UCI 2024 selon le barème suivant :
| Position           | 1er | 2e | 3e | 4e | 5e | 6e | 7e | 8e | 9e | 10e | 11e | 12e | 13e à 15e | 16e à 25e |
| Classement général | 125 | 85 | 70 | 60 | 50 | 40 | 35 | 30 | 25 | 20  | 15  | 10  | 5         | 3         |